# Peter Frampton
Pour les articles homonymes, voir Frampton (homonymie).
Peter Kenneth Frampton, né le 22 avril 1950 à Beckenham (près de Londres), est un musicien britannique,  auteur-compositeur-interprète et aussi acteur. Il joue aussi bien la guitare et la basse que des claviers, surtout sur ses albums solo. Il fut membre des groupes The Herd et Humble Pie, avant d'entreprendre une carrière solo avec succès  dans les années 1970. Ses plus grands succès sont Show Me the Way, Baby, I Love Your Way, Lines on My Face ou encore Do You Feel Like We Do. Il est aussi acteur puisqu'il a joué dans 3 films, Son of Dracula en 1974 avec Harry Nilsson et Ringo Starr, Sgt. Pepper's Lonely Hearts Club Band en 1978 avec les Bee Gees et Presque célèbre de Cameron Crowe en 2000. 

## Biographie
Peter naît à Beckenham en Angleterre. Il étudie à la Bromley Technical High School, son père y est à la tête du département des arts et y enseigne aussi. Son intérêt pour la musique lui vient dès l'âge de sept ans, alors qu'il découvre à cette même époque le ukulélé de sa grand-mère dans le grenier. Il apprend vite de lui-même à en jouer, comme il fera de même plus tard avec la guitare et le piano. À l'âge de huit ans, il prend des cours de musique classique.
Ses premières influences sont les Shadows, particulièrement leur guitariste Hank Marvin, ainsi que les rockers Buddy Holly et Eddie Cochran, les Ventures et bien sûr les Beatles. Et par la suite son père lui fait connaître la musique de Django Reinhardt.
Dès l'âge de 12 ans, Peter joue avec le groupe The Little Ravens. Lui et David Bowie, de trois ans son aîné, sont élèves de l'école Bromley Technical School. The Little Ravens jouent à la même soirée que le groupe George & The Dragons de Bowie. Les deux musiciens se retrouvent d'ailleurs sur la période du repas en jouant des chansons de Buddy Holly ensemble. Puis, à 14 ans, Peter joue avec The Truebeats ainsi que The Preachers, dont le gérant et producteur est Bill Wyman des Rolling Stones.
Il devient un chanteur réputé et se joint au groupe The Herd, en 1966, dont il est le guitariste soliste et le chanteur attitré, enregistrant plusieurs chansons à succès. Il sera même nommé le visage de 1968 par le magazine adolescents Rave.
Au début de 1969, alors qu'il a 19 ans et qu'il participe à une session pour Johnny Hallyday, Peter fait la connaissance de Steve Marriott qui le présente à ses acolytes des Small Faces, dans le but de le prendre comme guitariste dans le groupe, mais devant leur refus catégorique, Marriott décide de quitter la formation et part former Humble Pie avec Frampton, Greg Ridley à la basse et Jerry Shirley à la batterie. Frampton et Marriott sont à ce moment lassés des chansonettes pop à succès de The Herd et des Small Faces.
Alors qu'il est membre de Humble Pie, Peter joue avec d'autres artistes comme guitariste invité, dont Harry Nilsson pour l'album de 1972 Son of Schmilsson, John Entwistle (le bassiste des Who) pour Whistle Rhymes la même année, ou encore Jerry Lee Lewis sur The Session...Recorded in London with Great Artists en 1973, Donovan pour Essence to essence en 1974, et Alexis Korner Get off of my cloud avec Steve Marriott. Durant cette période, il découvre la talkbox popularisée par Joe Walsh, qui deviendra sa marque de commerce.
Après quatre albums studios et un live, Peter quitte Humble Pie, remplacé par Dave « Clem » Clempson, et entame une carrière solo en publiant son premier album sous son propre nom, Wind of Change en 1972. On y retrouve des invités de renom dont Ringo Starr et Billy Preston, rencontrés alors qu'ils jouaient tous sur l'album de George Harrison, All Things Must Pass en 1970. En 1973, Peter retrouve le rocker français Johnny Hallyday pour son album Insolitudes sur lequel il joue à nouveau la guitare. Toujours en 1973, il sort Frampton's Camel avec Mick Gallagher aux claviers, Rick Wills à la basse et John Siomos à la batterie. En 1974, il produit Somethin's Happening, sur lequel il assure les parties de guitare et de claviers. La même année, il est de la distribution du film Son of Dracula avec Harry Nilsson, Ringo Starr, John Bonham, Klaus Voormann, Keith Moon et Leon Russell entre autres. Puis il fait d'immenses tournées entouré de son acolyte du temps de The Herd, Andy Bown aux claviers et des autres membres de Frampton's Camel, soit Rick Wills et John Siomos. En 1975, il sort l'album Frampton en trio, avec Andy Bown à la basse à la suite du départ de Rick Wills, et John Siomos qui est le seul rescapé de son groupe à être encore présent à la batterie. Néanmoins, l'album se hisse à la 32e position des charts américains et est certifié disque d'or par la RIAA.
S'il connaît un certain succès commercial avec ses premiers albums, les choses vont changer avec la parution de Frampton Comes Alive en 1976, sur lequel on retrouve les succès Baby I Love Your Way, Show Me The Way et le classique Do You Feel Like We Do (les deux dernières chansons introduisent la fameuse talkbox qui le rendit célèbre). L'album est enregistré lors du concert de 1975 au Winterland Ballroom de San Francisco en Californie. Avec de nouveaux musiciens, Bob Mayo aux claviers et guitares et Stanley Sheldon à la basse, John Siomos, le batteur, est le seul rescapé du précédent groupe. Cet album est pour Frampton une consécration, avec des ventes de six millions d'exmplaires, et est certifié six fois disque de platine. Vers la fin de 1976, Peter et son manager Dee Anthony sont invités à la Maison-Blanche par Steven Ford, le fils du président Gerald Ford.
L'album suivant, I'm In You contient le single à succès éponyme mais fait plutôt pâle figure comparativement à Frampton Comes Alive. En 1978, Frampton joue aux côtés des Bee Gees dans le film Sgt. Pepper's Lonely Hearts Club Band, qui est très mal reçu par les critiques et par les fans des Beatles. À la suite de ce film, il joue de la guitare sur la bande sonore du film Grease mais n’apparaît pas dans le film et sa performance ne sera pas créditée sur l'album. En 1978 toujours, Peter subit de graves blessures à la suite d'un accident de voiture aux Bahamas et, quoiqu'il s'en remit, c'est pour lui la fin d'une époque et il ne sera plus jamais tout à fait le même à partir de ce jour. Après une longue convalescence, il retourne en studio à la fin de l'année pour y enregistrer son prochain disque, Where I Should Be, et parmi les musiciens qui l'accompagnent, on retrouve Bob Mayo aux claviers, guitares et chœurs, Stanley Sheldon à la basse, alors que John Siomos et Chad Cromwell se partagent la batterie.
En 1980, après la parution de son album Rise up produit pour promouvoir une tournée qui a débuté au Brésil, Peter subit un autre revers lorsque toutes ses guitares disparaissent dans un accident d'avion qui tue trois personnes. Parmi ses instruments se trouvait sa très chère Les Paul Custom noire, celle que l'on voit sur la pochette de Frampton Comes Alive et dont il se servait lors de l'enregistrement de l'album Performance Rockin' The Fillmore de Humble Pie. En 2011, on retrouva toutefois la guitare et elle lui fut retournée. En 1985, Peter remet le couvert en participant à l'album Rock n' roll attitude de Johnny Hallyday. Puis en 1987, il joue avec David Bowie sur l'album Never Let Me Down sur lequel on retrouve aussi les guitaristes Carlos Alomar et Sid McGinnis, puis il est de la tournée qui suit, Glass Spider Tour. Le 24 avril 2011, alors qu'il est l'invité de l'animateur Guy A. Lepage dans le cadre de l'émission québécoise du dimanche soir Tout le monde en parle à la télé de Radio-Canada, Peter se voit offrir une guitare électrique pour son 61e anniversaire, l'émission ayant été enregistrée le 21 avril. Plus récemment en 2016, il publie l'album Acoustic classics dans lequel il reprend certaines de ses chansons les plus connues en version acoustique, comme Wind of Change, (All I want to be) is by your side, Show me the way où il joue aussi de la talk box et bien sûr, Do you feel like we do. Il est seul, à l'exception du morceau All Down To Me dans lequel il est accompagné de Gordon Kennedy à la guitare acoustique rythmique. Peter joue de la guitare et de la basse acoustique ainsi que du piano sur la morceau I’m In You. En 2017, Peter donne un concert filmé pour la télévision, Peter Frampton Raw - An acoustic show en compagnie de son fils Julian et de Gordon Kennedy, que l'on a déjà aperçu aux côtés de Garth Brooks sur l'album de son alter ego pop In the life of Chris Gaines.
En 2019, il produit l'album All Blues sur lequel il reprend des standards du blues tels que I Just Want To Make Love To You et You Can't Judge A Book By The Cover de Willie Dixon, Georgia On My Mind de Hoagy Carmichael, le morceau-titre de Miles Davis ainsi que Me And My Guitar de Chuck Blackwell, Freddie King et Leon Russell, The Thrill Is Gone de Rick Darnell et Roy Hawkins, I'm A King Bee de Slim Harpo, etc. Il est accompagné de divers musiciens comme Larry Carlton et Steve Morse à la guitare, Kim Wilson à l'harmonica, David LaBruyere et Glenn Worf à la basse, Adam Lester au piano et à l'orgue et Dan Wojciechowski à la batterie électronique.

## Vie personnelle
Peter a été marié trois fois et a trois enfants.
Son premier mariage avec Mary Lovett, a duré de 1972 à 1976.
Il a été poursuivi par Penelope J. « Penny » McCall en 1978. Elle a demandé la moitié des gains de Frampton au cours de leurs cinq années ensemble. Selon ses dires, elle aurait quitté son poste de promotrice de rock pour se consacrer à plein temps à son union avec Peter, au moment où il accédait au statut de superstar. Un juge de New York a estimé que Frampton et McCall n’avaient jamais eu l’intention de se marier et de ne "jamais se présenter publiquement comme un mari et femme" et a rejeté la plainte de Penelope au motif qu’en agissant autrement, on encouragerait l’adultère. L'affaire a créé un précédent à New York.
De 1983 à 1993, Frampton a été marié à Barbara Gold, avec qui il a eu deux enfants, Jade et Julian. Ce dernier a coécrit et chanté sur la chanson de son père Peter, « Road to the Sun » de l'album Thank You Mr. Churchill.
Son troisième mariage eut lieu le 13 janvier 1996 avec Tina Elfers avec qui il eut une fille, l'actrice Mia Frampton, et une belle-fille nommée Tiffany Wiest. Peter a demandé le divorce à Los Angeles, le 22 juin 2011, en invoquant des différences irréconciliables.

## Divers
En juin 1978, Peter fut impliqué dans un accident de voiture presque fatal aux Bahamas dont il réchappe malgré de nombreuses fractures, une commotion cérébrale et des lésions musculaires. Pour faire face à la douleur de l'accident, il connaît une brève période d'abus de drogues.
Il a vécu à Londres et dans divers endroits aux États-Unis, notamment dans le comté de Westchester, à New York, Los Angeles, et Nashville, dans le Tennessee. Il a déménagé à Indian Hill, Ohio, dans la banlieue de Cincinnati, en juin 2000. Il s'agit du lieu de naissance de son ex-épouse, Tina Elfers, et de la ville dans laquelle ils se sont mariés en 1996. Ils avaient choisi d'y vivre pour se rapprocher de la famille d'Elfers. Il vit actuellement à Nashville.
Frampton cite les attentats du 11 septembre comme la raison pour laquelle il est devenu citoyen américain et a demandé le droit de vote.
Il est végétarien.
Le 25 juin 2019, le New York Times Magazine a classé Peter Frampton parmi des centaines d'artistes dont le matériel aurait été détruit lors de l'incendie des Studios « Universal » de 2008.

## Tournée d'adieu
En 2019, il révèle être atteint de myosite à inclusions, une maladie dégénérative contre laquelle il n'existe aucun traitement. Il entreprend donc une tournée d'adieu qui l'amène à Montréal à la Salle Wilfrid-Pelletier de La Place des Arts lors du Festival International de Jazz de Montréal le 5 juillet. «Tôt ou tard, la maladie va s'attaquer aux muscles fléchisseurs des doigts, ce qui n'est pas une bonne chose pour un guitariste.» a-t-il dit en entrevue.

## Discographie
(Cette discographie complète ainsi que la filmographie de Peter Frampton ont été compilées après d'intenses et fructueuses recherches à l'aide des sites officiels de l'artiste et des groupes avec lesquels il a joué, ainsi que des sites de discographie et de filmographie dont les adresses apparaissent en bas de page dans les sections Références et Liens externes.)

### The Herd
Albums studio

- Paradise Lost (1968) - Réédité en 1989 en CD
- Lookin' thru you (1968)

Compilations

- From the underworld (1972)
- All about The Herd (1977)
- The Herd Featuring Peter Frampton (1994)
- From the Underworld: The Singles and More (1995)
- I Can Fly: The Very Best of The Herd (1998)
- Anthology (1998)
- The Fontana Years (1999)
- Paradise and Underworld (2000)
- Underworld (2000)
- The Complete Herd: Singles As and Bs (2005)
- Best of the Herd (2006)

### Humble Pie
Albums studio

- As Safe as Yesterday is (1969)
- Town and Country (1969)
- Humble Pie (1970)
- Rock on (1971)

Albums live

- Performance Rockin' the Fillmore (1971) - Double album
- Performance Rockin' the Fillmore: The Complete Recordings (2013) - Coffret 4 CD

Compilations

- Lost And Found (1972) - Double album réunissant les deux premiers disques du groupe publiés précédemment sur Immediate Records.
- The Best Of The Humble Pie (1980)
- As Safe As Yesterday Is (1993) - Dans la collection Les génies du rock. Rare.
- Hot 'N' Nasty: The Anthology (1994) - Double album
- The Best Of Humble Pie (2000)
- The Definitive Collection (2006)

### Solo
Albums Studio

- Wind of Change (1972) - Avec Bily Preston, Ringo Starr, Andy Bown, Rick Wills, Mick Jones, etc.
- Frampton's Camel (1973)
- Somethin's Happening (1974)
- Frampton (1974)
- I'm In You (1977)
- Where I Should Be (1979)
- Rise up (1981)
- Breaking All The Rules (1981)
- The Art Of Control (1982)
- Premonition (1986) - Avec Tony Levin, Omar Hakim, Pete Solley, etc.
- When All The Pieces Fit (1989)
- Peter Frampton (1994)
- Now (2003)
- Fingerprints (2006)
- Thank You Mr Churchill (2010)
- Hummingbird in A Box (2014)
- Acoustic Classics (2016)
- All Blues (2019)
- Frampton Forgets The Words (2021) (Album de reprises instrumentales de Radiohead, David Bowie, etc.)

EP

- Peter Frampton Acoustics - CD Promotionnel - Distribué au Japon. (2000)

Albums live

- Frampton Comes Alive! (1976) - Double album
- Peter Frampton (1984)
- Frampton Comes Alive II (1995) - Double album
- Live in Detroit (2000)
- Live In San Francisco March 24, 1975 (2004)
- 2004 Summer Tour (2004)
- The Best of FCA! 35 Tour : An evening with Peter Frampton (2012) - Double album
- Frampton Comes Alive! 35 Tour Symphony Hall, Birmingham, GB Nov 15, 2011 - (2012) Album triple Édition Limitée Digipak + CD-ROM
- More Ways Than One (2020)
- At the Royal Albert Hall (Concert enregistré à Londres le 8 novembre 2022) (2023)

Compilations

- Shine on - A Collection (1992) - Avec Steve Marriott sur The Bigger They Come et I Won't Let You Down.
- Peter Frampton : Original Recording Reissued (1994)
- Greatest hits (1996)
- Peter Frampton Shows the Way (1998)
- The Very Best of Peter Frampton (1998)
- Anthology: History of Peter Frampton (2003) - Contient 1 pièce de The Herd, 5 de Humble Pie et 10 de Peter Frampton.
- 20th Century Masters: The Millennium Collection : The Best of Peter Frampton (2003)
- Gold (2005)
- Icon (2011)
- Show Me The Way: The Collection (2013)

DVD

- Frampton Comes Alive II (1995)
- Live in Detroit (2000)
- Off the Hook (Live in Chicago) (2006)
- FCA! 35 Tour: An Evening With Peter Frampton (2012)

### Collaborations
- 1969 : Rivière… ouvre ton lit de Johnny Hallyday - Peter a joué sur trois chansons de cet album du rocker français, Amen, Réclamation et Regarde pour moi. Steve Marriott à l'orgue et à la guitare et Ronnie Lane à la basse, tous deux des Small Faces à l'époque, ont aussi joué sur deux chansons de ce disque.
- 1970 : All Things Must Pass de George Harrison - Peter à la guitare acoustique ici et là sur l'album.
- 1970 : Doris Troy de Doris Troy - Avec George Harrison, Ringo Starr, Alan White, etc.
- 1972 : Whistle Rymes de John Entwistle.
- 1972 : Son of Schmilsson de Harry Nilsson - Guitare acoustique sur Spaceman et The Lottery Song.
- 1973 : The Sessions... Recorded in London with great artists de Jerry Lee Lewis - Peter Frampton a joué sur cet album du pianiste-chanteur Jerry Lee Lewis.
- 1973 : Insolitudes de Johnny Hallyday - Peter est à la guitare sur cet album, en compagnie de Bob Mayo, Klaus Voormann, Nanette Workman, Gary Wright.
- 1974 : Son of Dracula de Harry Nilsson - avec Ringo Starr, John Bonham, Klaus Voormann, Keith Moon, Leon Russell, etc.
- 1974 : Essence to essence de Donovan.
- 1974 : Get off my cloud de Alexis Korner - Peter Frampton et Steve Marriott jouent sur 6 des 10 chansons de cet album.
- 1974 : First of the big bands - Artistes divers - Avec Jon Lord, Cozy Powell, Dick Parry, Ian Paice, etc.
- 1976 : Heard Ya Missed Me, Well I'm Back de Sly and the Family Stone - Guitare sur Let's Be Together.
- 1976 : Ringo's Rotogravure de Ringo Starr - Guitare.
- 1977 : Grits And Cornbread de Nanette Workman - avec Andy Bown, Mike Kellie, Bobby Keys, Jim Price, Doris Troy, Liza Strike, etc.
- 1978 : Sgt Pepper's Lonely Hearts Club Band - Bande Originale du film avec les Bee Gees - Peter joue sur 8 chansons de la Bande Originale en plus de jouer aussi dans le film homonyme.
- 1978 : Grease - Artistes divers - joue sur la bande son mais n'apparait pas dans le film - Non crédité.
- 1985 : Rock'n'Roll Attitude de Johnny Hallyday - Peter est de nouveau guitariste pour Johnny avec Claude Engel, Chris Spedding, Jannick Top, etc.
- 1987 : Never let me down de David Bowie - Peter joue la guitare solo puis il accompagna Bowie sur la tournée Glass Spider Tour.
- 1988 : New World de Karla Bonoff - Guitare sur New World, Tell Me Why et Still Be Getting Over You.
- 1990 : Live it up de Crosby, Stills & Nash - Guitare solo sur Straight Line; avec Branford Marsalis, Roger McGuinn, Leland Sklar, etc.
- 1996 : Twang! – A Tribute to Hank Marvin & The Shadows - Artistes divers - Sur The Frightened City.
- 1997 : Struttin' Our Stuff de Bill Wyman's Rhythm Kings - Guitare solo sur Tobacco Road.
- 1998 : And... 1972-1983 d'Alexis Korner - Avec Steve Marriott, Nick Evans, Elton Dean, Rick Wills, Keith Richards, etc.
- 1998 : Any way the wind blows de Bill Wyman's Rhythm Kings - Sur la chanson-titre.
- 1999 : Driver's Eyes de Ian McDonald - Avec Steve Hackett, John Wetton, etc. Peter joue sur If I Was.
- 1998 : Starr Struck: Best of Ringo Starr, Vol. 2 de Ringo Starr - Même chose que sur Ringo's Rotogravure.
- 2000 : The Anthology... So Far de Ringo Starr And His All Starr Band - Sur Norwegian Wood, Show me the way & Baby, I Love Your Way.
- 2004 : Legends of Rock de Man Doki Soulmates Allstars
- 2007 : Photograph: The Very Best of Ringo Starr - Sur A Dose of Rock 'n' Roll.
- 2013 : BudaBest de Man Doki Soulmates
- 2015 : Postcards from Paradise de Ringo Starr - Sur Right Side Of The Road & Let Love Lead.
- 2015 : Heavy Blues de Randy Bachman - Joue sur la chanson-titre.
- 2017 : Give More Love de Ringo Starr - Joue sur Laughable et Speed of Sound, a composé la musique et fait les chœurs de Laughable et joue la talkbox sur Speed of Sound.

## Filmographie

### Acteur
- Cinéma :
- 1974 : Son of Dracula : - Avec Harry Nilsson, Ringo Starr, Keith Moon, John Bonham, Klaus Voormann, Leon Russell, Bobby Keys, Dennis Price, etc. : Musicien du Comte Downe.
- 1978 : Sgt. Pepper's Lonely Hearts Club Band : Avec les Bee Gees, Donald Pleasence, Aerosmith, Earth, Wind and Fire, Billy Preston, Alice Cooper, Paul Nicholas, etc. : Billy Shears
- 2000 : Presque célèbre (Almost Famous) : Avec Billy Crudup, Bijou Phillips, Philip Seymour Hoffman, Kate Hudson, Pauley Perrette, etc. : Reg
- Télé :
- 1978 : Les Têtes brûlées saison 2, épisode 13 - Secours en mer : Peter Buckley
- 1990 : The Adventures of Dynamo Duck - Peter a écrit la musique avec David Barnett mais n'apparaît pas dans l'émission.
- 1996 : The Simpsons : Épisode Homerpalooza - Prête sa voix à son propre personnage animé
- 2001 : Family Guy : Épisode Death Lives - Chante Baby I love your way. : lui-même
- 2001 : Drew Carey Show : Épisode Drew Carey's Back-to-School Rock 'n' Roll Comedy Hour: Part 2 : lui-même
- 2006 : The Colbert Report : lui-même
- 2010 : The Oprah Winfrey Show : Le 4 novembre 2010. - Il est invité en tant qu'un des musiciens préférés de l'animatrice. : lui-même
- 2011 : Tout le monde en parle : Peter est invité à l'émission talk-show de Guy A. Lepage. : lui-même
- 2014 : The Night That Changed America: A Grammy Salute to the Beatles : lui-même
- 2017 : Peter Frampton Raw: An Acoustic Show - Avec son fils Julian Frampton et Gordon Kennedy. : lui-même
- 2019 : Madam Secretary, saison 5, épisode 11 : lui-même